# Ali Dere (Fußballspieler)
Ali Dere (* 29. September 1992 in Bolvadin) ist ein türkischer Fußballspieler, der seit 2021 in Diensten von Altınordu Izmir steht.

## Karriere

### Verein
Dere erlernte das Fußballspielen in seiner Heimatstadt in der Jugend von Amateurverein Torku Konyaspor. 2009 erhielt er hier einen Profivertrag, spielte aber weiterhin überwiegend für die Reservemannschaft. Er kam aber in seiner ersten Saison auf fünf Zweitligaeinsätze und erreichte mit seiner Mannschaft durch den Play-off-Sieg der TFF 1. Lig den Aufstieg in die Süper Lig. Sein Profidebüt gab er dabei am 22. März 2010 gegen Çaykur Rizespor. In der Süper Lig schaffte er dann endgültig den Durchbruch in der Profimannschaft und machte als achtzehnjähriger 20 Erstligabegegnungen. Nachdem der Verein direkt wieder abgestiegen war, blieb er dem Verein treu und spielte weiterhin für Konyaspor. In der darauffolgenden Saison stieg er endgültig zum Führungsspieler auf. Hier schaffte man es trotz eines bescheidenen Kaders in die Play-off-Phase der 1. Lig und schied hier im Halbfinale aus.
Für die Saison 2013/14 wurde Dere an den Zweitligisten Fethiyespor und 2014/15 an Boluspor ausgeliehen.
Im Sommer 2017 verließ er Konyaspor endgültig und wechselte stattdessen zum neuen Erstligisten Yeni Malatyaspor. Bei diesem Verein wurde er im Laufe der Saisonvorbereitung vom neuen Cheftrainer Ertuğrul Sağlam auf die Verkaufsliste gesetzt und er nach gegenseitigem Einvernehmen wieder freigestellt.  Noch in der gleichen Transferperiode wechselte er zum Zweitligisten İstanbulspor. Dort stand er vier Spielzeiten unter Vertrag, ehe er im Sommer 2021 zu Altınordu Izmir ging.

### Nationalmannschaft
Dere durchlief die türkische U-18- und U-19-Nationalmannschaft. Mit letzterer nahm er an der U-19-Fußball-Europameisterschaft 2011 teil, schied aber bereits in der Gruppenphase mit seiner Mannschaft aus dem Turnier aus. 2012 debütierte er auch für die türkische U-21-Nationalmannschaft.

## Erfolge
Konyaspor
- Play-off-Sieger der TFF 1. Lig und Aufstieg in die Süper Lig: 2009/10, 2012/13
- TSYD-Ankara-Pokalsieger: 2013